# Silje Storstein
Silje Storstein (* 30. März 1984 in Norwegen) ist eine norwegische Schauspielerin.

## Leben
Silje Storstein wurde als Tochter des norwegischen Schauspielers Are Storstein geboren. Mit 14 Jahren hatte sie ihr Schauspieldebüt im Film Sofies Welt. Für die Rolle der Sofie war sie aus über 4500 Bewerberinnen ausgewählt worden. Zu dieser Zeit genoss sie nicht nur den Unterricht an der Rudolf-Steiner-Schule in Oslo, sondern hatte daneben auch noch Ballett- und Geigenunterricht.
Seit diesem Filmauftritt, der sie auch im Ausland bekannt machte, spielte sie weitere Rollen im norwegischen Film und für das norwegische Fernsehen, unter anderem in der Komödie Mars & Venus (2007), in De nærmeste (2015) und in Unge lovende (2015–2017).

## Filmografie
- 1999: Sofies Welt (Sofies verden, Amphibienfilm)
- 2001: Fox Grønland (Fernsehserie, Episode 1x09)
- 2004: Die Farbe der Milch (Ikke naken)
- 2007: Mars & Venus
- 2009: Stadtneurosen (Upperdog)
- 2012: Erobreren (Fernsehserie, Episode 2–4)
- 2014: Kampen for tilværelsen (Fernsehserie, Episode 1x03)
- 2015: De nærmeste
- 2015–2018: Jung & vielversprechend (Unge lovende, Fernsehserie, 7 Episoden)
- 2016: Det som en gang var
- 2017: Demon Box
- 2018: Kielergata (Fernsehserie, 8 Episoden)
- 2020: Heksejakt (Fernsehserie, 6 Episoden)
- 2020: Magnus (Fernsehserie, Episode 1x01)
- 2020: Betrayed (Den største forbrytelsen)
- 2020: Knerten und die Seeschlange (Knerten og sjøormen)
- 2020: Blutiger Trip (Blodtur, Fernsehserie, Episode 1x06)